# Pseudoptygonotus kunmingensis
Pseudoptygonotus kunmingensis is een rechtvleugelig insect uit de familie veldsprinkhanen (Acrididae). De wetenschappelijke naam van deze soort is voor het eerst geldig gepubliceerd in 1977 door Zheng.